# Johan Ehrensvärd
Johan Nils Gustaf Ehrensvärd, född 28 mars 1902 i Kristianstad, död 8 augusti 1990, var en svensk friherre och psykiater. 
Ehrensvärd blev medicine licentiat vid Karolinska institutet i Stockholm 1930 och genomgick specialistutbildning vid Serafimerlasarettet, Åsö sjukhus, Psykiatriska sjukhuset (Konradsberg), Långbro sjukhus och Beckomberga sjukhus. Han var överläkare vid psykiatriska avdelningarna på Sankt Eriks sjukhus och Norrtulls sjukhus 1946–1957 samt praktiserande läkare i Stockholm från 1946. Han författade skrifter inom psykiatrin. Ehrensvärd är begravd på Solna kyrkogård.